# Nam vương Siêu quốc gia
Nam vương Siêu quốc gia (tiếng Anh: Mister Supranational) là cuộc thi sắc đẹp dành cho nam giới. Được sáng lập bởi danh nhân người Ba Lan, nhà sản xuất và giám đốc Quốc tế của Hoa hậu Siêu quốc gia Gerardo Von Lipinsky và nữ doanh nhân người Panama Marcela Lobón, người sáng lập WBA (Hiệp hội sắc đẹp thế giới).
Đương kim Nam vương Siêu quốc gia hiện tại là Lavigne Swann đến từ Pháp.

## Lịch sử
Năm 2016, doanh nhân người Ba Lan, nhà sản xuất và giám đốc quốc tế của Hoa hậu Siêu quốc gia Gerardo Von Lipinsky, đã thành lập cuộc thi sắc đẹp nam quốc tế Nam vương Siêu quốc gia, cùng với nữ doanh nhân người Panama Marcela Lobón, người sáng lập WBA (Hiệp hội sắc đẹp thế giới). Phiên bản đầu tiên của cuộc thi được tổ chức vào ngày 2 tháng 12 năm 2016 tại Trung tâm Thể thao và Giải trí Thành phố (MOSIR), ở thành phố Krynica-Zdrój, Ba Lan, với sự tham gia của 36 thí sinh đến từ nhiều quốc gia trên thế giới, cùng Diego Garcy đến từ Mexico, người chiến thắng đầu tiên của cuộc thi.
Khoảng 80 quốc gia đã tham gia cuộc thi, khiến nó trở thành một trong những cuộc thi sắc đẹp nam quan trọng nhất trên thế giới.

## Người giữ danh hiệu
| Lần thứ | Năm  | Ngày                | Nam vương Siêu quốc gia       | Á vương                            | Á vương                        | Á vương                       | Á vương                          | Nơi tổ chức           | Số thí sinh | T.k.   |
| Lần thứ | Năm  | Ngày                | Nam vương Siêu quốc gia       | 1                                  | 2                              | 3                             | 4                                | Nơi tổ chức           | Số thí sinh | T.k.   |
| ------- | ---- | ------------------- | ----------------------------- | ---------------------------------- | ------------------------------ | ----------------------------- | -------------------------------- | --------------------- | ----------- | ------ |
| 1       | 2016 | 3 tháng 12 năm 2016 | Diego Garcy · México          | Sergey Bindalov · Belarus          | Jitesh Thakur · Ấn Độ          | Bruno Vanin · Brasil          | Catalin Brinza · România         | Krynica-Zdrój, Ba Lan | 36          | [ 3 ]  |
| 2       | 2017 | 2 tháng 12 năm 2017 | Gabriel Correa · Venezuela    | Alejandro Cifo · Tây Ban Nha       | Matheus Song · Brasil          | Michal Gajdosech · Slovakia   | Hector Javier Parga · México     | Krynica-Zdrój, Ba Lan | 34          | [ 4 ]  |
| 3       | 2018 | 8 tháng 12 năm 2018 | Prathamesh Maulingkar · Ấn Độ | Jakub Kucner · Ba Lan              | Samuel Costa · Brasil          | Kevin Dasom · Thái Lan        | Ennio Fafieanie · Hà Lan         | Krynica-Zdrój, Ba Lan | 39          | [ 5 ]  |
| 4       | 2019 | 7 tháng 12 năm 2019 | Nate Crnkovich · Hoa Kỳ       | Ítalo Cerqueira · Brasil           | Alonzo Martinez Vivanco · Perú | Tomasz Zarzycki · Ba Lan      | Leonardo Carrero · Venezuela     | Katowice, Ba Lan      | 40          | [ 6 ]  |
| 5       | 2021 | 22 tháng 8 năm 2021 | Varo Vargas · Perú            | Abdel Kacem Tefridj · Togo         | William Badell · Venezuela     | Santosh Upadhyaya · Nepal     | Lucas Muñoz-Alonso · Tây Ban Nha | Nowy Sącz, Ba Lan     | 34          | [ 7 ]  |
| 6       | 2022 | 16 tháng 7 năm 2022 | Luis Daniel Gálvez · Cuba     | Matthew Gilbert Wibowo · Indonesia | Leonidas Amfilochios · Hy Lạp  | Moisés Peñaloza · México      | Heriberto Rivera · Puerto Rico   | Nowy Sącz, Ba Lan     | 34          | [ 8 ]  |
| 7       | 2023 | 15 tháng 7 năm 2023 | Iván Álvarez · Tây Ban Nha    | Henrique Martins · Brasil          | Luca Derin · Hà Lan            | Lee Yong–woo · Hàn Quốc       | Daniel Mbouda · Cameroon         | Nowy Sącz, Ba Lan     | 34          | [ 9 ]  |
| 8       | 2024 | 4 tháng 7 năm 2024  | Fezile Mkhize · Nam Phi       | Casey De Vries · Hà Lan            | Brandon Espiritu · Philippines | Marcos De Freitas · Venezuela | Sanonh Maniphonh · Lào           | Nowy Sącz, Ba Lan     | 36          | [ 10 ] |
| 9       | 2025 | 28 tháng 6 năm 2025 | Lavigne Swann · Pháp          | Zuemerik Veeris · Curaçao          | Mauricio Calvo · México        | Michael Mazi · Nigeria        | Kenneth Cabungcal · Philippines  | Nowy Sącz, Ba Lan     | 38          |        |

### Quốc gia/vùng lãnh thổ theo số lần chiến thắng
| Quốc gia    | Số lần | Năm  |
| ----------- | ------ | ---- |
| México      | 1      | 2016 |
| Venezuela   | 1      | 2017 |
| Ấn Độ       | 1      | 2018 |
| Hoa Kỳ      | 1      | 2019 |
| Perú        | 1      | 2021 |
| Cuba        | 1      | 2022 |
| Tây Ban Nha | 1      | 2023 |
| Nam Phi     | 1      | 2024 |
| Pháp        | 1      | 2025 |

## Các lần tổ chức Mister Supranational

### 2026
Nam vương Siêu quốc gia 2026 là cuộc thi Nam vương Siêu quốc gia lần thứ 10 được tổ chức tại Nhà hát ngoài trời Công viên Strzelecki, Nowy Sącz, Małopolska, Ba Lan vào năm 2026.
Các thí sinh
| Quốc gia/vùng lãnh thổ | Thí sinh    |
| ---------------------- | ----------- |
| Indonesia              | Jehu Jedija |
| Slovakia               | Karol Tóth  |

## Bộ sưu tập ảnh các Nam vương

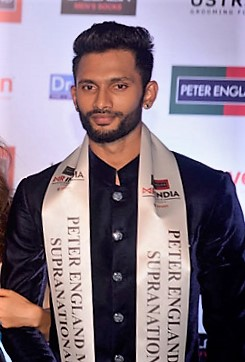
Nam vương Siêu quốc gia 2018 Prathamesh Maulingkar Ấn Độ
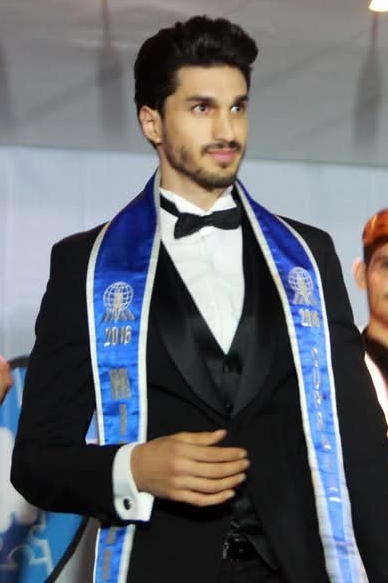
Nam vương Siêu quốc gia 2016 Diego Garcy México

## Danh sách đại diện Việt Nam
Chú thích màu
- : Nam vương
- : Á vương
- : Top chung kết
- : Top bán chung kết
- : Được giải thưởng đặc biệt

| Năm  | Đại diện               | Quê quán | Danh hiệu quốc gia                                | Kết quả | Giải thưởng đặc biệt                                                                   | T.k.   |
| ---- | ---------------------- | -------- | ------------------------------------------------- | ------- | -------------------------------------------------------------------------------------- | ------ |
| 2019 | Trần Mạnh Khang        | Hà Nội   | Bổ nhiệm - (Giải Bạc Siêu mẫu Việt Nam 2015)      | Top 20  | 1 - - Top 10 Supra Fan-Vote                                                            | [ 11 ] |
| 2022 | Bùi Xuân Đạt (Đạt Kyo) | Hưng Yên | Bổ nhiệm - (Quán quân Vietnam Fitness Model 2019) | Top 10  | 2 - - Mister Supranational Asia - Top 5 Supra Model                                    | [ 12 ] |
| 2024 | Đỗ Quang Tuyển         | Nam Định | Bổ nhiệm - (Top 22 Mister Vietnam 2024)           | Top 10  | 3 - - Mister Supranational Asia - Supra Fan-Vote - Top 8 Mister Influencer Opportunity | [ 13 ] |
| 2025 | Nguyễn Minh Khắc       | Tây Ninh | Bổ nhiệm                                          | Top 10  |                                                                                        |        |